# Opération Kratos
Pour les articles homonymes, voir Kratos (homonymie).
L'opération Kratos est une opération policière britannique créée six mois après les attentats du 11 septembre 2001, se référant à la stratégie du « tirer pour tuer » utilisée contre de présumés terroristes ou kamikazes. Peu de choses en étaient connues avant la mort de l'électricien Jean Charles de Menezes, abattu par erreur le lendemain des attentats de Londres du 21 juillet 2005.
Kratos vient du grec κρατος, qui signifie la « force ».
Le terme n'est plus utilisé aujourd'hui.